# جایزه سینمایی و تلویزیونی ام‌تی‌وی برای بهترین اجرای تلویزیونی

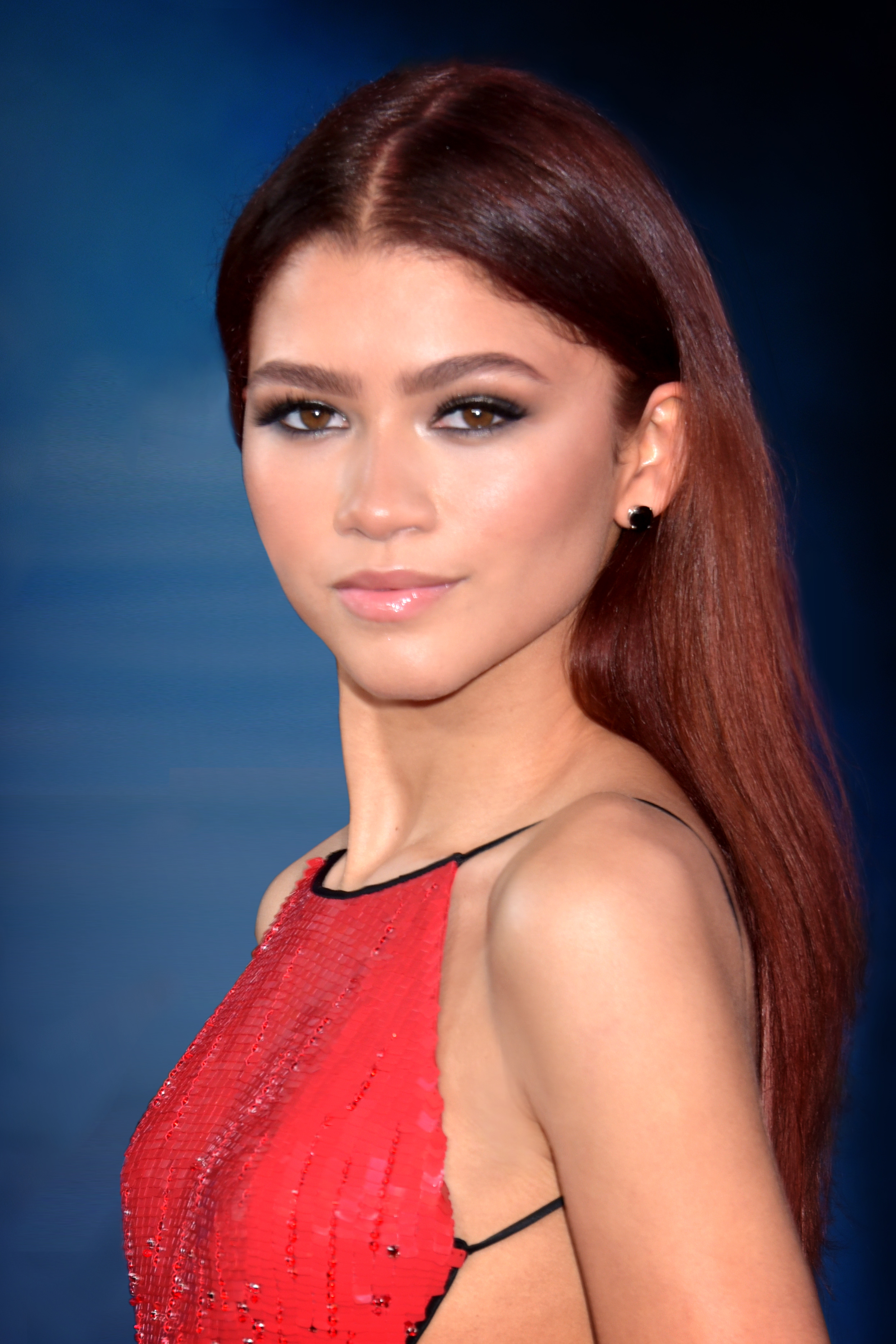
زندایا، بازیگر و خواننده آمریکایی.

این فهرست برندگان و نامزدهای جایزه سینمایی و تلویزیونی ام‌تی‌وی است. این جایزه برای بهترین اجرای بازیگران در مجموعه تلویزیونی اهدا می‌شود. این جایزه نخستین بار در سال ۲۰۱۷ معرفی شد.

## برندگان و نامزدها

### دهه ۲۰۱۰
| سال  | نامزد           | شخصیت                | مجموعه                                  | منبع  |
| ---- | --------------- | -------------------- | --------------------------------------- | ----- |
| ۲۰۱۷ | میلی بابی براون | الون                 | چیزهای عجیب                             | [ ۱ ] |
| ۲۰۱۷ | امیلیا کلارک    | دنریس تارگرین        | بازی تاج‌وتخت                            | [ ۱ ] |
| ۲۰۱۷ | دونالد گلاور    |                      | آتلانتا                                 | [ ۱ ] |
| ۲۰۱۷ | جفری دین مورگان | نیگان                | مردگان متحرک                            | [ ۱ ] |
| ۲۰۱۷ | مندی مور        | ربکا پیرسون          | این ما هستیم                            | [ ۱ ] |
| ۲۰۱۷ | جینا رودریگز    | جین گلورینا ویلانووا | جین باکره                               | [ ۱ ] |
| ۲۰۱۸ | میلی بابی براون | الون                 | چیزهای عجیب                             | [ ۲ ] |
| ۲۰۱۸ | دارن کریس       | اندرو کونانان        | ترور جانی ورساچه: داستان جنایی آمریکایی | [ ۲ ] |
| ۲۰۱۸ | کاترین لانگفورد | هانا بیکر            | ۱۳ دلیل برای اینکه                      | [ ۲ ] |
| ۲۰۱۸ | عیسی رای        | عیسی دی              | ناامن                                   | [ ۲ ] |
| ۲۰۱۸ | میسی ویلیامز    | آریا استارک          | بازی تاج‌وتخت                            | [ ۲ ] |
| ۲۰۱۹ | الیزابت ماس     | جون آزبورن           | سرگذشت ندیمه                            | [ ۳ ] |
| ۲۰۱۹ | امیلیا کلارک    | دنریس تارگرین        | بازی تاج‌وتخت                            | [ ۳ ] |
| ۲۰۱۹ | جینا رودریگز    | جین ویلانوووا        | جین باکره                               | [ ۳ ] |
| ۲۰۱۹ | کرنان شیپکا     | سابرینا اسپلمن       | ماجراهای وحشتناک سابرینا                | [ ۳ ] |
| ۲۰۱۹ | † جیسون میچل    | براندون جانسون       | چی                                      | [ ۳ ] |

### دهه ۲۰۲۰
| سال  | نامزد          | شخصیت            | مجموعه                       | منبع  |
| ---- | -------------- | ---------------- | ---------------------------- | ----- |
| ۲۰۲۱ | الیزابت اولسن  | واندا ماکسیموف   | وانداویژن                    | [ ۴ ] |
| ۲۰۲۱ | مایکل کوئل     | آرابلا اسیدو     | من ممکن است شما را نابود کنم | [ ۴ ] |
| ۲۰۲۱ | اما کورین      | دیانا، پرنسس ولز | تاج                          | [ ۴ ] |
| ۲۰۲۱ | پیج الیوت      | وانیا هارگریوز   | آکادمی آمبرلا                | [ ۴ ] |
| ۲۰۲۱ | آنیا تیلور-جوی | بت هارمون        | گامبی وزیر                   | [ ۴ ] |